# Thomas Kitzinger
Thomas Kitzinger (* 1955 in Neunkirchen/Saar) ist ein deutscher Maler.

## Leben und Werk
Thomas Kitzinger ist als Künstler Autodidakt, er ist Mitglied im Deutschen Künstlerbund und im Künstlerbund Baden-Württemberg.
Kitzinger geht es beim Malen von Bildern nicht um eine wesentliche Darstellung der gemalten Gegenstände, Pflanzen oder Köpfe, sondern um den malerischen Prozess selbst. Er versteht sich selbst weder als realistischer, noch als abstrakter Maler. Die Gemälde entstehen immer in Serien, die Werkgruppe der Köpfe, die er seit 2008 malt, umfasst über einhundert Porträts. Für diese entstehen fotografische Vorlagen in einheitlichen Bedingungen in Bezug auf Lichtsituation oder Perspektive, aber auch persönliche Merkmale der zu fotografierenden Person, die eine Verortung, ob räumlich, zeitlich oder kulturell-gesellschaftlich erlauben, werden beim Malprozess eliminiert. Diese Objektivierung verstärkt die Wirkung eines Zwischenbereichs als den Malprozess selbst und schafft im Gemälde Bedingungen, die den Rezipienten in eine Selbstreflexion führen können.

## Ausstellungen (Auswahl)

### Einzelausstellungen
- 2022: In Sight, (mit Hans Thomann), Schmalfuss Berlin Contemporary Fine Art, Berlin[5]
- 2020: 24.10.1955, PEAC Museum, Freiburg im Breisgau[6]
- 2020: 24.10.1955, Kunstmuseum Singen, Singen[7]
- 2018: Thomas Kitzinger, Galerie Ulrich Mueller, Köln[8]
- 2017: Günther Holder & Thomas Kitzinger, Schmalfuss Berlin Contemporary Fine Art, Berlin[9]
- 2015: Eleganz + Präzision, (mit Stephan Hasslinger), Galerie Cyprian Brenner, Schwäbisch Hall[10]
- 2015: Das Ich und die Welt, Schloss Bonndorf, Bonndorf im Schwarzwald[11]
- 2014: Wo die Ferne verschwindet, rückt die Nähe zärtlich nahe, Galerie Albert Baumgarten, Freiburg im Breisgau[12]
- 2013: Thomas Kitzinger, Städtische Galerie Speyer, Speyer[13]
- 2013: Günther Holder & Thomas Kitzinger, Kunstverein Nürtingen, Nürtingen[14]
- 2013: Thomas Kitzinger, Galerie Ulrich Mueller, Köln[15]
- 2012: 24.10.55 Malerei, Museum für Neue Kunst, Freiburg im Breisgau[16]
- 2012: Das trifft sich, Museum Pfalzgalerie Kaiserslautern, Kaiserslautern[17]
- 2010: Neue Bilder, Galerie Albert Baumgarten, Freiburg im Breisgau[18]
- 2009: Thomas Kitzinger, Galerie der Stadt Backnang, Backnang[19]
- 2008: Royal Flash (mit Günther Holder), Galerie Erhard Witzel, Wiesbaden[20]
- 2008: Bilder, Galerie Michael Schmalfuss, Marburg[21]
- 2005: Malerei, Kunstmuseum Singen, Singen[22]
- 2004: Thomas Kitzinger, Heidelberger Kunstverein, Heidelberg[23]
- 2001: Villa Merkel, Esslingen am Neckar
- 2001: Reuchlinhaus, Kunstverein Pforzheim, Pforzheim[24]
- 1999: Thomas Kitzinger: Abstand. Malerei, Städtische Galerie Neunkirchen, Neunkirchen (Saar)[25]
- 1999: Thomas Kitzinger, Kunstverein Freiburg, Freiburg im Breisgau[26]
- 1998: Marburger Kunstverein, Marburg

### Ausstellungsbeteiligungen
- 2019: Heimspiel, Städtische Galerie Neunkirchen, Neunkirchen[27]
- 2018: Konvolution – Künstler Buch Projekte, Osthaus Museum Hagen, Hagen[28]
- 2017: still alive – Stilllebenmalerei, Schmalfuss Berlin Contemporary Fine Art, Berlin[29]
- 2016: EchtZEIT – Die Kunst der Langsamkeit, Kunstmuseum Bonn, Bonn[30]
- 2015: Flora Magica, Galerie Cyprian Brenner, Schwäbisch Hall[31]
- 2014: Editionen – Kunst für junge Sammler, Galerie Ulrich Mueller, Köln[32]
- 2013: Bestandsprobe II – Grenzerfahrung, Museum Pfalzgalerie Kaiserslautern, Kaiserslautern[33]
- 2012: Begegnungen – Japan und Deutschland, Yumikobo, Kurashiki/Okayama, Japan[34]
- 2010: Schattenfuge. Johann Peter Hebel zum Gedächtnis, Kreismuseum St. Blasien, St. Blasien[35]
- 2010: Positionen. Gegenständliche Kunst heute, Schloss Bonndorf, Bonndorf[36]
- 2009: Umfeldarbeit, Projektraum Deutscher Künstlerbund, Berlin[37]
- 2008: Regionale 9, Kunsthalle Palazzo, Liestal, Schweiz[38]
- 2008: Comme des Bêtes, Musée Cantonal des Beaux-Arts – MCBA, Lausanne, Schweiz[39]
- 2008: 7x7, Städtische Galerie Offenburg, Offenburg[40]
- 2007: Tripp & Friends, Galerie Abt Art, Stuttgart[41]
- 2006: Kunstförderung des Landes Baden-Württemberg, Galerie im Prediger, Schwäbisch Gmünd[42]
- 2004: EINblicke IV, Galerie Erhard Witzel, Wiesbaden[43]
- 2003: Realwelten, Kunstpreis der Stadt Bühl (Malerei), Bühl[44]
- 2001: E-Ditionen, Galerie Erhard Witzel, Wiesbaden[45]
- 1999: Über den Tellerrand, Galerie Claudia Böer, Hannover[46]

## Auszeichnungen
- 2010: Reinhold-Schneider-Preis, Freiburg im Breisgau[47]
- 2005: Kunstpreis der Stadt Donaueschingen[48]
- 2000: Stipendium Cité International des Arts Paris
- 1998: Kunstpreis der Sparkasse Karlsruhe[49]
- 1998: Kunstpreis Zeitgenössische Kunst am Oberrhein, Offenburg[49]
- 1997: Arbeitsstipendium Kunstfonds e.V., Bonn[49]
- 1987: Stipendium Kunststiftung Baden-Württemberg, Stuttgart[50]